# Rostdvärgspett
Rostdvärgspett (Sasia abnormis) är en fågel i familjen hackspettar inom ordningen hackspettartade fåglar.

## Utseende och läte
Rostdvärgspetten är en mycket liten hackspett med en kroppslängd på endast 8–9,5 cm. Med nästan ingen stjärt och runt kropp påminner den mer om en gärdsmyg eller en kupvinge. Fjäderdräkten är orangeröd undertill, ovantill olivgrön. Den saknar det vita ögonbrynet hos vitbrynad dvärgspett. Lätena är vassa och gnissliga, påminnande om ljudet gymnastikskor på blött golv. Arten trummar förvånansvärt ljudligt för att vara så liten.

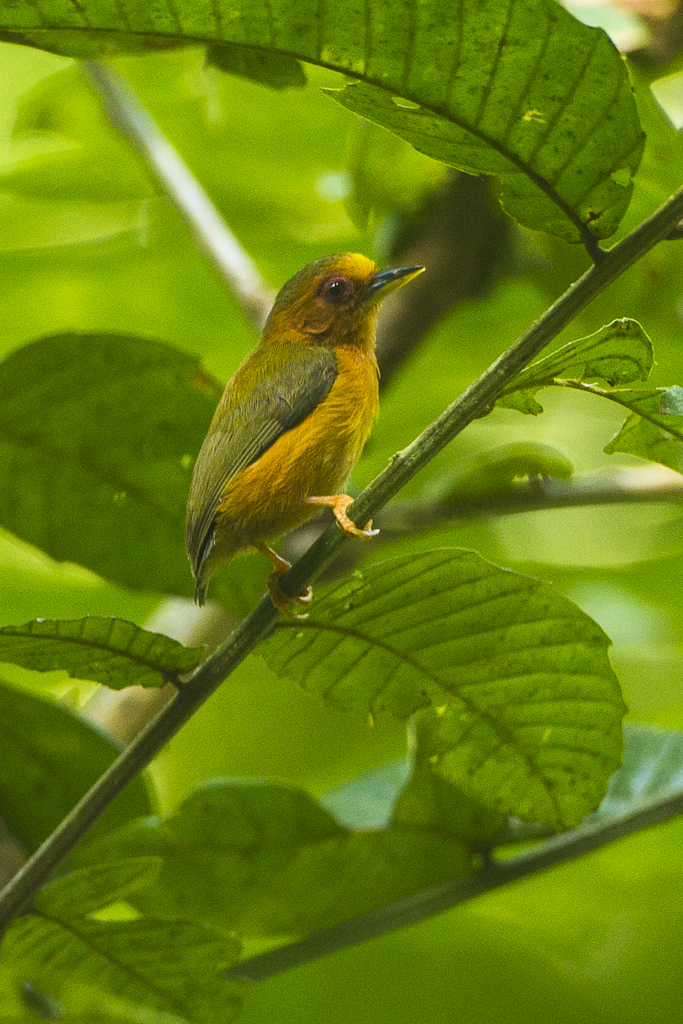
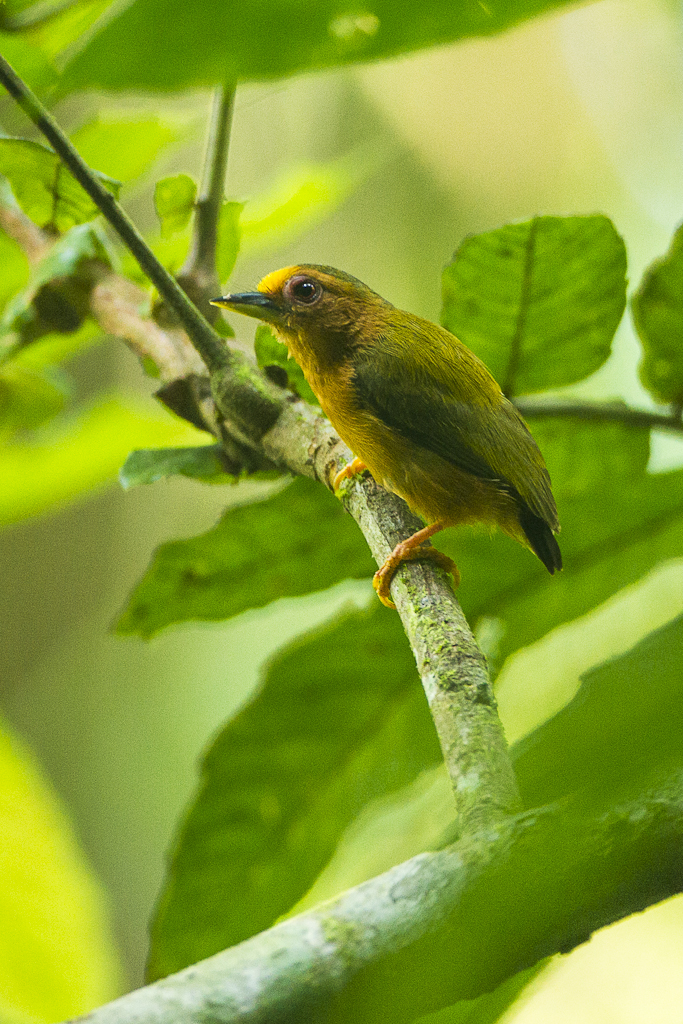

## Utbredning och systematik
Rostdvärgspett delas in i två underarter med följande utbredning:
- Sasia abnormis abnormis – förekommer från södra Myanmar och näraliggande sydvästra Thailand till Sumatra, Borneo och Java
- Sasia abnormis magnirostris – förekommer på Nias (utanför nordvästra Sumatra)

## Levnadssätt
Rostdvärgspetten hittas i tät ungskog från låglänta området upp i lägre bergstrakter, ofta i stånd med bambu. Den ses klättra runt och i lågliggande vegetation, endast sällan högre upp i trädtaket.

## Status
Arten har ett rätt stort utbredningsområde och beståndet anses stabilt. Internationella naturvårdsunionen IUCN listar den därför som livskraftig (LC).